# Janvier 1940 (guerre mondiale)
Chronologie de la Seconde Guerre mondiale
Décembre 1939 - janvier 1940 -  Février 1940
- 1er janvier : 
  - La conscription est étendue au Royaume-Uni : tous les hommes entre 20 et 27 ans sont maintenant mobilisables.
  - La ville frontalière de Forbach est évacuée[1] préventivement.

- 2 janvier :
  - Arrivée du deuxième groupe de forces canadienne au Royaume-Uni.

- 4 janvier :
  - Le Gouvernement polonais en exil du général Sikorski signe avec le gouvernement Daladier un traité militaire prévoyant la création en France d'une armée de 80 000 hommes.

- 10 janvier :
  - La saisie de documents secrets allemands par la Belgique force Hitler à repousser l'attaque prévue pour mi-janvier.

- 13 janvier :
  - La France et l'Espagne signent un accord commercial.

- 14 janvier :
  - Les troupes finlandaises pénètrent sur le territoire russe.

- 18 janvier :
  - Le Danemark, la Norvège et la Suède affirment leur neutralité.

- 19 janvier :
  - Les troupes finlandaises prennent la petite ville de Salla.
  - Le Royaume-Uni et la France envisagent une opération aérienne contre l'URSS pour soutenir la Finlande.